# Red Hook Crit
 (juillet 2017).
Si vous disposez d'ouvrages ou d'articles de référence ou si vous connaissez des sites web de qualité traitant du thème abordé ici, merci de compléter l'article en donnant les références utiles à sa vérifiabilité et en les liant à la section « Notes et références ».

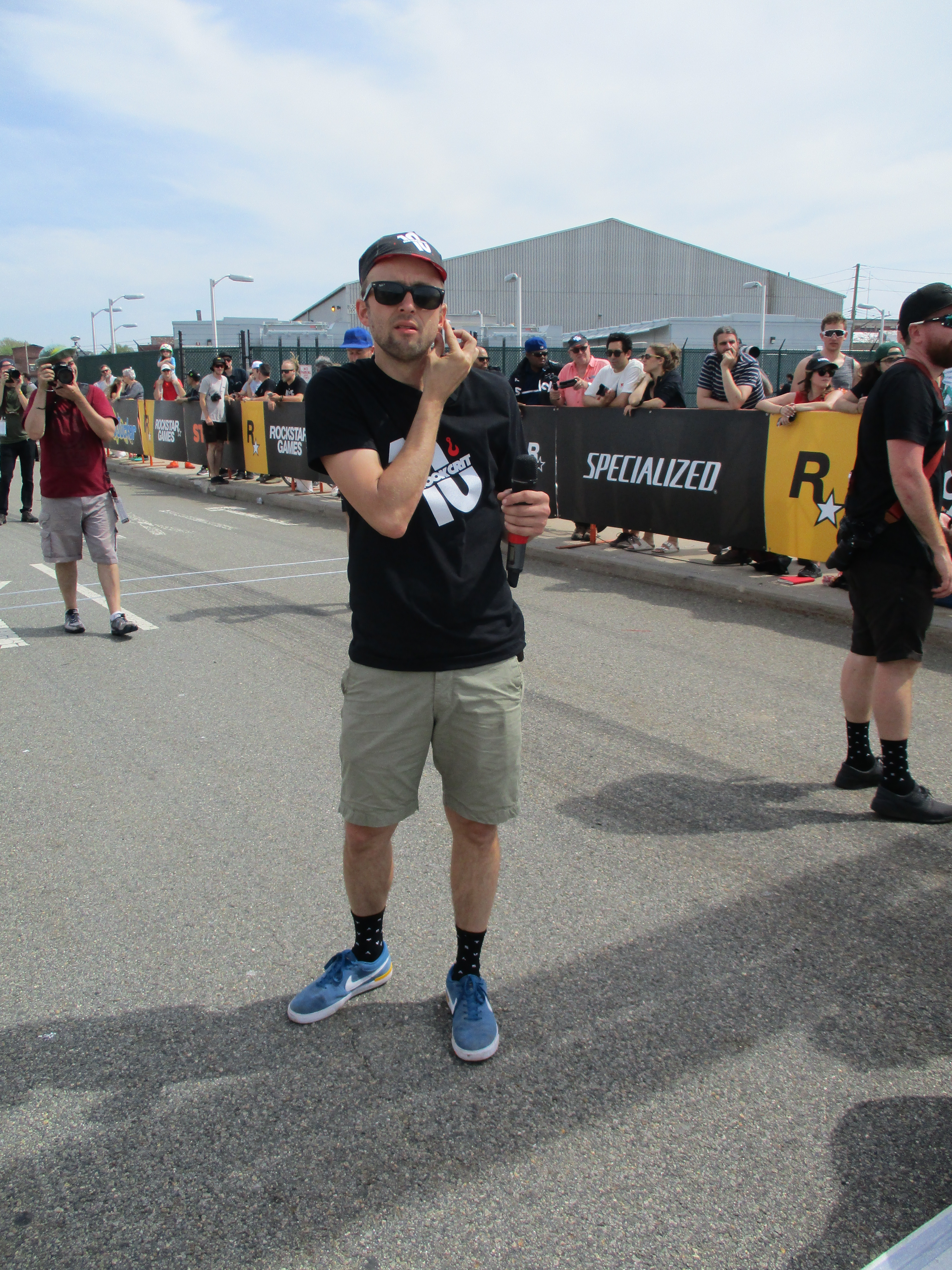
David Trimble, fondateur du Red Hook Crit à Brooklyn, 2017

Le Red Hook Crit est un critérium organisé annuellement depuis 2008 à Brooklyn. Les cyclistes qui y participent utilisent des vélos à pignon fixe. 
La course s'est exportée en Europe avec des éditions à Milan (depuis 2010) ainsi qu'à Barcelone depuis 2013. Londres accueille également une compétition depuis 2015, dans la Péninsule de Greenwich.
Cette course est réputée pour ses nombreuses chutes, mais également pour avoir contribué à la notoriété des courses en fixie. Elle est notamment sponsorisée par Rockstar Games.
Depuis 2014, les femmes et les hommes concourent dans des catégories différentes.

## Critérium et Gagnants

### 2008
- Brooklyn :  Kacey Manderfield (USA)

### 2009
- Brooklyn :  Neil Bezdek (USA)

### 2010
- Brooklyn :  Daniel Chabanov (USA)
- Milan :  Jon Ander Ortuondo (ESP)

### 2011
- Brooklyn:  Daniel Chabanov (USA)
- Milan :  Neil Bezdek (USA)

### 2012
- Brooklyn :  Daniel Chabanov (USA)
- Milan :  Evan Murphy (USA)

### 2013
- Brooklyn :  Neil Bezdek (USA)
  - Evénement supplémentaire à Brooklyn Navy Yard :  Neil Bezdek (USA)
- Barcelona :  Stefan Vis (NED)
- Milan :  Eduard Grosu (ROU)

### 2014
En 2014, la course féminine séparée a eu lieu pour la première fois.
- Brooklyn :  Thibaud Lhenry (FRA) /  Jo Celso (USA)
- Barcelona :  Julio Padilla (GUA) /   Ainara Elbusto (es) (ESP)
- Milan :  Eduard Grosu (ROU) /  Ash Duban (USA)

### 2015
- Brooklyn :  Ivan Ravaioli (ITA) /  Ainara Elbusto (es) (ESP)
- Barcelona :  Ivan Ravaioli (ITA) /  Kacey Lloyd (USA)
- London :  William Guzman (PUR) /  Ainara Elbusto (es) (ESP)
- Milan :  Colin Strickland (USA) /  Ainara Elbusto (es) (ESP)

### 2016
- Brooklyn :  Colin Strickland (USA) /  Ainara Elbusto (es) (ESP)
- London :  Colin Strickland (USA) /  Dani King (GBR)
- Barcelona :   Colin Strickland (USA) /  Rachele Barbieri (ITA)
- Milan :   Stefan Schäfer (GER) /  Rachele Barbieri (ITA)

### 2017
- Brooklyn :  Stefan Schäfer (GER) /  Colleen Gulick (USA)
- London :  Filippo Fortin (ITA) /  Raphaele Lemieux (CAN)
- Barcelona :   David van Eerd (NED) /  Ash Duban (USA)
- Milan :   Iván García (ESP) /  Maria Vittoria Sperotto (ITA)